# Michael Walsh Cluskey
Michael Walsh Cluskey (* 1832 in Savannah, Georgia; † 13. Januar 1873 in Louisville, Kentucky) war ein US-amerikanischer Politiker und Offizier in der Konföderiertenarmee.

## Werdegang
Michael Walsh Cluskey wurde mehrere Jahre vor dem Beginn der Wirtschaftskrise von 1837 im Chatham County geboren. Über seine Jugendjahre und sein Privatleben ist nichts weiter bekannt. Irgendwann zog er nach Tennessee. Von 1857 bis 1859 war er Postmeister vom US-Repräsentantenhaus. Nach dem Ausbruch des Bürgerkrieges verpflichtete er sich in der Konföderiertenarmee. Cluskey stieg zum Colonel auf. Dabei diente er in den Stäben folgender konföderierter Generäle: William B. Bate (1826–1905), Preston Smith (1823–1863), Alfred Jefferson Vaughan junior (1830–1899) und George Washington Gordon (1836–1911). Cluskey trat 1864 aus der Konföderiertenarmee aus, um seinen Sitz im zweiten Konföderiertenkongress einzunehmen, welchen er bis 1865 bekleidete. Er verstarb 1873 in Louisville (Jefferson County). Sein Leichnam wurde dann nach Washington, D.C. überführt, wo er dort auf dem Mt. Olivet Cemetery beigesetzt wurde.

## Werke
- 1857: The political text-book, or encyclopedia: Containing everything necessary for the reference of the politicians and statesmen of the United States[3][4]